# メロディー (ふきのとうの曲)
「メロディー」は、ふきのとうの17枚目のシングル楽曲。1981年5月21日にCBSソニー / Silverlandよりリリース。

## 解説
同時発売された8枚目のアルバム『D.S.ダルセーニョ』のシングルカットしてリリースされた。
このシングルから、ふきのとうのプライベートレーベル「Silverland」（シルバーランド）に移籍した。

## 収録曲

### Side A
1. メロディー（4分40秒）
  - 作詞・作曲:山木康世／ストリングス・アレンジ:瀬尾一三

### Side B
1. 静寂(しじま)（4分3秒）
  - 作詞・作曲:細坪基佳